# Stéphane Petilleau

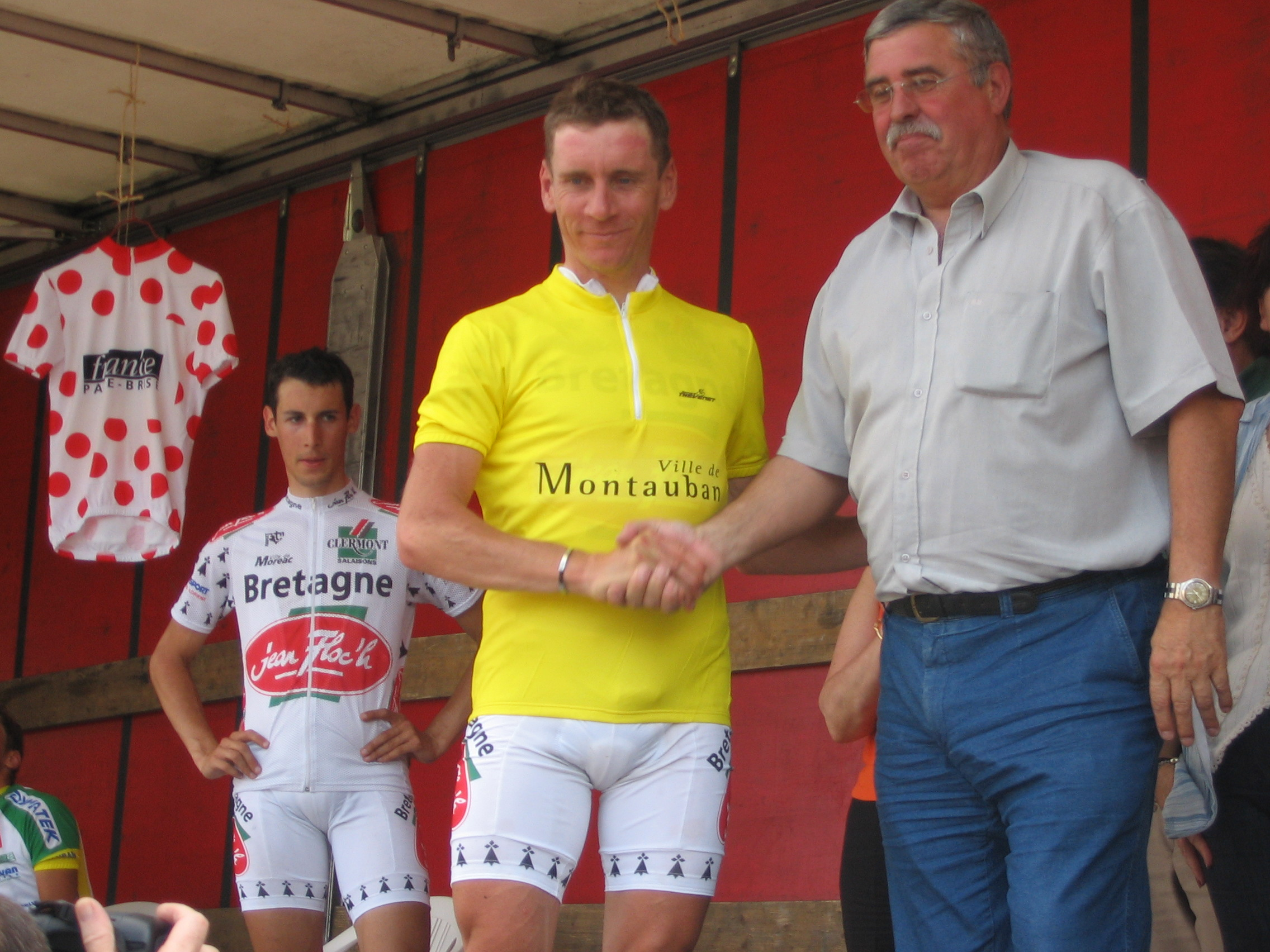
Stéphane Petilleau (in gelb) 2005 in Montauban

Stéphane Petilleau (* 17. Februar 1971 in Château-du-Loir, heute Montval-sur-Loir) ist ein ehemaliger französischer Radrennfahrer.
Petilleau wurde 1995 bei Castorama Profi. Nach einem Jahr wechselte er zu TVM-Farm Frites, wo er zwei Jahre fuhr. 1998 fuhr er dann bei GAN, die sich später in Crédit Agricole umbenannten, sein vorerst letztes Jahr als Profi. 
2005 bekam Petilleau dann einen Vertrag beim Continental Team Bretagne-Jean Floc’h und gewann einen Abschnitt und die Gesamtwertung des Etappenrennens Ruban Granitier Breton sowie jeweils eine Etappe bei der Normandie-Rundfahrt und der Route du Sud. 2006 gewann er eine Etappe beim Etoile de Bessèges. Ende der Saison 2007 beendete er seine Karriere.